# Índice de temperatura-humedad
El índice de temperatura-humedad, es un número utilizado para indicar la falta de confort causada por los efectos combinados de la temperatura y la humedad del aire. El índice fue desarrollado en 1959 por Earl C. Thom un investigador de la Oficina de Climatología del US Weather Bureau.

## Fórmula
La fórmula para calcular el índice de temperatura-humedad (ITH) es:
| Símbolo               | Nombre                        | Unidad |
| --------------------- | ----------------------------- | ------ |
| {\displaystyle ITH}   | Índice de temperatura-humedad |        |
| {\displaystyle T_{a}} | Temperatura del aire          | °C     |
| {\displaystyle HR}    | Humedad relativa del aire     | %      |

La fórmula que se utiliza para calcular el índice está diseñada para dar un valor entre 70 y 80. Por lo general las personas se encuentran confortables cuando posee un valor de 70, y casi nadie se siente confortable si el índice posee un valor de 80. 

## Monitoreo de estrés calórico en bovinos
En la actualidad este índice se utiliza para supervisar las condiciones de estrés por calor a las que está expuesto el ganado bovino, y su correlato en la producción lechera y su eficiencia reproductiva. En general los expertos han determinado que con un índice IHT inferior a 72 el ganado lechero no experimenta estrés, si el IHT se entre 72 y 78 el estrés es moderado y valores IHT de entre 78 y 88 se caracterizan por un estrés grave.